# Higashimatsuyama
Higashimatsuyama (japanska: 東松山市?, Higashimatsuyama-shi) är en stad i Saitama prefektur i Japan. Staden fick stadsrättigheter 1954.